# Obernau
Obernau é um município da Alemanha localizada no distrito de Altenkirchen, na associação municipal de Verbandsgemeinde Flammersfeld, no estado da Renânia-Palatinado.

## População
| - 1815 – 65 - 1835 – 96 - 1871 – 109 - 1905 – 115 - 1939 – 119 - 1950 – 152 | - 1961 – 139 - 1965 – 129 - 1970 – 147 - 1975 – 170 - 1980 – 178 - 1985 – 135 | - 1987 – 113 - 1990 – 148 - 1995 – 170 - 2000 – 145 - 2005 – 153 |